# Shiméi (fils de Guershôn)
Shiméi est un fils de Guershôn fils de Lévi. Ses descendants s'appellent les Shiméïtes.

## La famille de Shiméi
Shiméi est un fils de Guershôn et a un frère qui s'appelle Libni,,.

## La famille des Shiméïtes
La famille des Shiméïtes dont l'ancêtre est Shiméi sort du pays d'Égypte avec Moïse et est recensée dans le désert du Sinaï.
La famille des Shiméïtes dont l'ancêtre est Shiméi n'est plus mentionnée dans le nouveau recensement dans les plaines désertiques de Moab avant d'entrer dans le pays de Canaan.